# 特基克里克 (阿肯色州)
特基克里克（英語：Turkey Creek）是位於美國阿肯色州斯通縣的一個非建制地區。該地的面積和人口皆未知。

## 地理
特基克里克的座標為35°45′59″N 92°12′36″W / 35.76639°N 92.21000°W，而該地的平均海拔高度為285米（即935英尺）。